# 阿米爾·汗 (拳擊手)
阿米爾·伊克巴·汗（1986年12月8日—），英國巴基斯坦裔職業拳擊運動員。他是英國史上最年輕的世界拳擊冠軍，22歲已贏得世界拳击协会（WBA）的大賽。2004年，阿米爾代表英國在雅典奥运得到男子輕量級（60公斤）的銀牌。
阿米爾在英國博尔顿出生及長大，祖父是來自巴基斯坦城市拉瓦尔品第的旁遮普拉傑普特人。2013年5月31日，阿米爾在紐約华道夫-阿斯多里亚酒店和美國巴基斯坦裔學生法莉雅·麥圖姆（Faryal Makhdoom）結婚。兩人的女兒Lamaisah在2014年5月23日出生。

## 外部連結
- 阿米爾·汗在互联网电影资料库（IMDb）上的資料（英文）
- Official Twitter （页面存档备份，存于）